# Клёйсберген
Клёйсберген (нидерл. Kluisbergen) — бельгийская коммуна, расположенная во Фламандском регионе (провинция Восточная Фландрия), на правом берегу Шельды. Население — 6478 чел. (1 января 2011). Площадь — 30,38 км2.
Клёйсберген лежит в 33 км к югу от Гента и в 62 км западнее Брюсселя. Включает районы Берхем, Кваремонт, Рёен, Зульзеке. Ближайшие автодороги —  A14/E17.